# Lista över fornlämningar i Gotlands kommun (Hangvar)
Lista över fornlämningar i Gotlands kommun (Hangvar) är en förteckning av ett urval av de fornlämningar som finns i Hangvar i Gotlands kommun.
| Namn                             | Lämningstyp                      | Tillkomsttid | Historisk indelning | Plats | Läge                 | ID-nr          | Bild                                      |
| -------------------------------- | -------------------------------- | ------------ | ------------------- | ----- | -------------------- | -------------- | ----------------------------------------- |
| Hangvar 1:1                      | Fornborg                         |              | Hangvar, Gotland    |       | 57.837643, 18.582031 | 10093200010001 | Ladda upp en bild av detta fornminne      |
| Hangvar 2:1                      | Fornborg                         |              | Hangvar, Gotland    |       | 57.835602, 18.605388 | 10093200020001 | Ladda upp en till bild av detta fornminne |
| Elinghems ödekyrka (Hangvar 4:1) | Kyrka/kapell                     |              | Hangvar, Gotland    |       | 57.811883, 18.619239 | 10093200040001 | Ladda upp en till bild av detta fornminne |
| Hangvar 4:2                      | Fornborg                         |              | Hangvar, Gotland    |       | 57.811690, 18.619537 | 10093200040002 | Ladda upp en till bild av detta fornminne |
| Hangvar 5:1                      | Husgrund, förhistorisk/medeltida |              | Hangvar, Gotland    |       | 57.804016, 18.620169 | 11000000001313 | Ladda upp en bild av detta fornminne      |
| Hangvar 5:2                      | Husgrund, förhistorisk/medeltida |              | Hangvar, Gotland    |       | 57.803553, 18.619487 | 11000000001314 | Ladda upp en bild av detta fornminne      |
| Hangvar 5:3                      | Stensättning                     |              | Hangvar, Gotland    |       | 57.803398, 18.619664 | 10093200050003 | Ladda upp en bild av detta fornminne      |
| Hangvar 8:1                      | Husgrund, förhistorisk/medeltida |              | Hangvar, Gotland    |       | 57.809089, 18.628248 | 11000000001316 | Ladda upp en bild av detta fornminne      |
| Hangvar 9:1                      | Gravfält                         |              | Hangvar, Gotland    |       | 57.843064, 18.609898 | 10093200090001 | Ladda upp en bild av detta fornminne      |
| Hangvar 10:1                     | Husgrund, förhistorisk/medeltida |              | Hangvar, Gotland    |       | 57.808787, 18.623332 | 11000000001319 | Ladda upp en bild av detta fornminne      |
| Hangvar 10:2                     | Husgrund, förhistorisk/medeltida |              | Hangvar, Gotland    |       | 57.808511, 18.623746 | 11000000001320 | Ladda upp en bild av detta fornminne      |
| Hangvar 10:3                     | Husgrund, förhistorisk/medeltida |              | Hangvar, Gotland    |       | 57.808875, 18.623989 | 11000000001321 | Ladda upp en bild av detta fornminne      |
| Hangvar 11:1                     | Gravfält                         |              | Hangvar, Gotland    |       | 57.810843, 18.633021 | 10093200110001 | Ladda upp en bild av detta fornminne      |
| Hangvar 13:1                     | Stensättning                     |              | Hangvar, Gotland    |       | 57.811362, 18.627370 | 10093200130001 | Ladda upp en bild av detta fornminne      |
| Hangvar 13:2                     | Stensättning                     |              | Hangvar, Gotland    |       | 57.811350, 18.627674 | 10093200130002 | Ladda upp en bild av detta fornminne      |
| Hangvar 13:3                     | Stensättning                     |              | Hangvar, Gotland    |       | 57.811254, 18.627787 | 10093200130003 | Ladda upp en bild av detta fornminne      |
| Hangvar 14:1                     | Gravfält                         |              | Hangvar, Gotland    |       | 57.814541, 18.621092 | 10093200140001 | Ladda upp en bild av detta fornminne      |
| Hangvar 15:1                     | Stenkrets                        |              | Hangvar, Gotland    |       | 57.803611, 18.603787 | 10093200150001 | Ladda upp en bild av detta fornminne      |
| Hangvar 15:3                     | Stensättning                     |              | Hangvar, Gotland    |       | 57.803469, 18.604000 | 10093200150003 | Ladda upp en bild av detta fornminne      |
| Hangvar 15:5                     | Stensättning                     |              | Hangvar, Gotland    |       | 57.803685, 18.603139 | 10093200150005 | Ladda upp en bild av detta fornminne      |
| Hangvar 16:1                     | Stensättning                     |              | Hangvar, Gotland    |       | 57.827011, 18.601786 | 10093200160001 | Ladda upp en bild av detta fornminne      |
| Hangvar 17:2                     | Husgrund, förhistorisk/medeltida |              | Hangvar, Gotland    |       | 57.825994, 18.601618 | 10093200170002 | Ladda upp en bild av detta fornminne      |
| Hangvar 19:1                     | Stensättning                     |              | Hangvar, Gotland    |       | 57.825636, 18.601679 | 10093200190001 | Ladda upp en bild av detta fornminne      |
| Hangvar 20:1                     | Gravfält                         |              | Hangvar, Gotland    |       | 57.814653, 18.634853 | 10093200200001 | Ladda upp en bild av detta fornminne      |
| Hangvar 21:1                     | Gravfält                         |              | Hangvar, Gotland    |       | 57.825807, 18.659308 | 10093200210001 | Ladda upp en bild av detta fornminne      |
| Hangvar 22:1                     | Gravfält                         |              | Hangvar, Gotland    |       | 57.830658, 18.679478 | 10093200220001 | Ladda upp en bild av detta fornminne      |
| Hangvar 24:1                     | Stensättning                     |              | Hangvar, Gotland    |       | 57.834909, 18.612966 | 10093200240001 | Ladda upp en bild av detta fornminne      |
| Hangvar 25:1                     | Husgrund, förhistorisk/medeltida |              | Hangvar, Gotland    |       | 57.835717, 18.615965 | 10093200250001 | Ladda upp en bild av detta fornminne      |
| Hangvar 25:2                     | Husgrund, förhistorisk/medeltida |              | Hangvar, Gotland    |       | 57.835523, 18.616123 | 10093200250002 | Ladda upp en bild av detta fornminne      |
| Hangvar 26:1                     | Husgrund, förhistorisk/medeltida |              | Hangvar, Gotland    |       | 57.859820, 18.707707 | 10093200260001 | Ladda upp en bild av detta fornminne      |
| Hangvar 26:2                     | Husgrund, förhistorisk/medeltida |              | Hangvar, Gotland    |       | 57.859634, 18.708162 | 10093200260002 | Ladda upp en bild av detta fornminne      |
| Hangvar 26:3                     | Husgrund, förhistorisk/medeltida |              | Hangvar, Gotland    |       | 57.859410, 18.708194 | 10093200260003 | Ladda upp en bild av detta fornminne      |
| Hangvar 26:5                     | Husgrund, förhistorisk/medeltida |              | Hangvar, Gotland    |       | 57.858807, 18.707945 | 10093200260005 | Ladda upp en bild av detta fornminne      |
| Hangvar 26:8                     | Husgrund, förhistorisk/medeltida |              | Hangvar, Gotland    |       | 57.858076, 18.708576 | 10093200260008 | Ladda upp en bild av detta fornminne      |
| Hangvar 29:1                     | Hällristning                     |              | Hangvar, Gotland    |       | 57.863093, 18.706755 | 11100000000656 | Ladda upp en bild av detta fornminne      |
| Hangvar 30:1                     | Hällristning                     |              | Hangvar, Gotland    |       | 57.863104, 18.707339 | 11100000000657 | Ladda upp en bild av detta fornminne      |
| Hangvar 30:2                     | Hällristning                     |              | Hangvar, Gotland    |       | 57.863092, 18.707426 | 11100000000658 | Ladda upp en bild av detta fornminne      |
| Hangvar 30:3                     | Hällristning                     |              | Hangvar, Gotland    |       | 57.863132, 18.707476 | 11100000000659 | Ladda upp en bild av detta fornminne      |
| Hangvar 30:4                     | Hällristning                     |              | Hangvar, Gotland    |       | 57.863210, 18.707762 | 11100000000660 | Ladda upp en bild av detta fornminne      |
| Hangvar 34:1                     | Gravfält                         |              | Hangvar, Gotland    |       | 57.856316, 18.710239 | 10093200340001 | Ladda upp en bild av detta fornminne      |
| Hangvar 35:1                     | Husgrund, förhistorisk/medeltida |              | Hangvar, Gotland    |       | 57.852618, 18.695175 | 10093200350001 | Ladda upp en bild av detta fornminne      |
| Hangvar 35:2                     | Husgrund, förhistorisk/medeltida |              | Hangvar, Gotland    |       | 57.852639, 18.694394 | 10093200350002 | Ladda upp en bild av detta fornminne      |
| Hangvar 36:1                     | Husgrund, förhistorisk/medeltida |              | Hangvar, Gotland    |       | 57.857374, 18.682016 | 10093200360001 | Ladda upp en bild av detta fornminne      |
| Hangvar 36:2                     | Husgrund, förhistorisk/medeltida |              | Hangvar, Gotland    |       | 57.857413, 18.681457 | 10093200360002 | Ladda upp en bild av detta fornminne      |
| Hangvar 36:3                     | Husgrund, förhistorisk/medeltida |              | Hangvar, Gotland    |       | 57.857321, 18.681111 | 10093200360003 | Ladda upp en bild av detta fornminne      |
| Hangvar 36:4                     | Husgrund, förhistorisk/medeltida |              | Hangvar, Gotland    |       | 57.857096, 18.680716 | 10093200360004 | Ladda upp en bild av detta fornminne      |
| Hangvar 37:1                     | Gravfält                         |              | Hangvar, Gotland    |       | 57.870302, 18.649558 | 10093200370001 | Ladda upp en bild av detta fornminne      |
| Hangvar 39:1                     | Gravfält                         |              | Hangvar, Gotland    |       | 57.873941, 18.653786 | 10093200390001 | Ladda upp en till bild av detta fornminne |
| Hangvar 40:1                     | Stenkrets                        |              | Hangvar, Gotland    |       | 57.877527, 18.665401 | 10093200400001 | Ladda upp en bild av detta fornminne      |
| Hangvar 40:2                     | Stensättning                     |              | Hangvar, Gotland    |       | 57.877447, 18.665134 | 10093200400002 | Ladda upp en bild av detta fornminne      |
| Hangvar 41:1                     | Gravfält                         |              | Hangvar, Gotland    |       | 57.876429, 18.666992 | 10093200410001 | Ladda upp en bild av detta fornminne      |
| Hangvar 46:1                     | Gravfält                         |              | Hangvar, Gotland    |       | 57.874495, 18.666742 | 10093200460001 | Ladda upp en bild av detta fornminne      |
| Hangvar 49:1                     | Röse                             |              | Hangvar, Gotland    |       | 57.870113, 18.662169 | 10093200490001 | Ladda upp en bild av detta fornminne      |
| Hangvar 49:2                     | Stensättning                     |              | Hangvar, Gotland    |       | 57.869984, 18.662000 | 10093200490002 | Ladda upp en bild av detta fornminne      |
| Hangvar 50:1                     | Gravfält                         |              | Hangvar, Gotland    |       | 57.870130, 18.645557 | 10093200500001 | Ladda upp en bild av detta fornminne      |
| Hangvar 51:1                     | Röse                             |              | Hangvar, Gotland    |       | 57.860251, 18.777275 | 10093200510001 | Ladda upp en bild av detta fornminne      |
| Hangvar 51:2                     | Stensättning                     |              | Hangvar, Gotland    |       | 57.860403, 18.777141 | 10093200510002 | Ladda upp en bild av detta fornminne      |
| Hangvar 51:3                     | Stensättning                     |              | Hangvar, Gotland    |       | 57.860154, 18.777236 | 10093200510003 | Ladda upp en bild av detta fornminne      |
| Hangvar 52:1                     | Röse                             |              | Hangvar, Gotland    |       | 57.853545, 18.765693 | 10093200520001 | Ladda upp en bild av detta fornminne      |
| Hangvar 53:1                     | Stensättning                     |              | Hangvar, Gotland    |       | 57.854500, 18.766173 | 10093200530001 | Ladda upp en bild av detta fornminne      |
| Hangvar 54:1                     | Gravfält                         |              | Hangvar, Gotland    |       | 57.851795, 18.778605 | 10093200540001 | Ladda upp en bild av detta fornminne      |
| Hangvar 55:1                     | Gravfält                         |              | Hangvar, Gotland    |       | 57.851873, 18.780090 | 10093200550001 | Ladda upp en bild av detta fornminne      |
| Hangvar 56:1                     | Hällristning                     |              | Hangvar, Gotland    |       | 57.844083, 18.778186 | 11100000000746 | Ladda upp en bild av detta fornminne      |
| Hangvar 58:1                     | Gravfält                         |              | Hangvar, Gotland    |       | 57.841161, 18.743356 | 10093200580001 | Ladda upp en bild av detta fornminne      |
| Hangvar 59:1                     | Stensättning                     |              | Hangvar, Gotland    |       | 57.840194, 18.757684 | 10093200590001 | Ladda upp en bild av detta fornminne      |
| Hangvar 59:2                     | Stensättning                     |              | Hangvar, Gotland    |       | 57.840346, 18.757562 | 10093200590002 | Ladda upp en bild av detta fornminne      |
| Hangvar 60:1                     | Stensättning                     |              | Hangvar, Gotland    |       | 57.840136, 18.756127 | 10093200600001 | Ladda upp en bild av detta fornminne      |
| Hangvar 61:1                     | Gravfält                         |              | Hangvar, Gotland    |       | 57.839617, 18.754611 | 10093200610001 | Ladda upp en bild av detta fornminne      |
| Hangvar 62:1                     | Gravfält                         |              | Hangvar, Gotland    |       | 57.839091, 18.754123 | 10093200620001 | Ladda upp en bild av detta fornminne      |
| Hangvar 63:1                     | Gravfält                         |              | Hangvar, Gotland    |       | 57.839126, 18.753044 | 10093200630001 | Ladda upp en bild av detta fornminne      |
| Hangvar 65:1                     | Husgrund, förhistorisk/medeltida |              | Hangvar, Gotland    |       | 57.848734, 18.718937 | 10093200650001 | Ladda upp en bild av detta fornminne      |
| Hangvar 66:1                     | Husgrund, förhistorisk/medeltida |              | Hangvar, Gotland    |       | 57.844341, 18.732137 | 11000000001361 | Ladda upp en bild av detta fornminne      |
| Hangvar 66:2                     | Röse                             |              | Hangvar, Gotland    |       | 57.844496, 18.731871 | 10093200660002 | Ladda upp en bild av detta fornminne      |
| Hangvar 66:3                     | Husgrund, förhistorisk/medeltida |              | Hangvar, Gotland    |       | 57.844813, 18.731317 | 11000000001362 | Ladda upp en bild av detta fornminne      |
| Hangvar 67:1                     | Husgrund, förhistorisk/medeltida |              | Hangvar, Gotland    |       | 57.846977, 18.715388 | 10093200670001 | Ladda upp en bild av detta fornminne      |
| Hangvar 68:1                     | Husgrund, förhistorisk/medeltida |              | Hangvar, Gotland    |       | 57.846558, 18.712896 | 10093200680001 | Ladda upp en bild av detta fornminne      |
| Hangvar 68:2                     | Husgrund, förhistorisk/medeltida |              | Hangvar, Gotland    |       | 57.846783, 18.712190 | 10093200680002 | Ladda upp en bild av detta fornminne      |
| Hangvar 69:1                     | Husgrund, förhistorisk/medeltida |              | Hangvar, Gotland    |       | 57.847222, 18.709766 | 10093200690001 | Ladda upp en bild av detta fornminne      |
| Hangvar 73:1                     | Husgrund, förhistorisk/medeltida |              | Hangvar, Gotland    |       | 57.849479, 18.712064 | 10093200730001 | Ladda upp en bild av detta fornminne      |
| Hangvar 73:2                     | Husgrund, förhistorisk/medeltida |              | Hangvar, Gotland    |       | 57.849367, 18.712638 | 10093200730002 | Ladda upp en bild av detta fornminne      |
| Hangvar 73:3                     | Husgrund, förhistorisk/medeltida |              | Hangvar, Gotland    |       | 57.849743, 18.712341 | 10093200730003 | Ladda upp en bild av detta fornminne      |
| Hangvar 73:4                     | Husgrund, förhistorisk/medeltida |              | Hangvar, Gotland    |       | 57.849100, 18.712679 | 10093200730004 | Ladda upp en bild av detta fornminne      |
| Hangvar 76:1                     | Husgrund, förhistorisk/medeltida |              | Hangvar, Gotland    |       | 57.850003, 18.713740 | 10093200760001 | Ladda upp en bild av detta fornminne      |
| Hangvar 76:2                     | Husgrund, förhistorisk/medeltida |              | Hangvar, Gotland    |       | 57.849728, 18.713510 | 10093200760002 | Ladda upp en bild av detta fornminne      |
| Hangvar 78:1                     | Röse                             |              | Hangvar, Gotland    |       | 57.836996, 18.677732 | 10093200780001 | Ladda upp en bild av detta fornminne      |
| Hangvar 79:1                     | Stensättning                     |              | Hangvar, Gotland    |       | 57.836462, 18.676744 | 10093200790001 | Ladda upp en bild av detta fornminne      |
| Hangvar 80:1                     | Gravfält                         |              | Hangvar, Gotland    |       | 57.830340, 18.681572 | 10093200800001 | Ladda upp en bild av detta fornminne      |
| Hangvar 82:1                     | Gravfält                         |              | Hangvar, Gotland    |       | 57.830004, 18.677342 | 10093200820001 | Ladda upp en bild av detta fornminne      |
| Hangvar 83:1                     | Röse                             |              | Hangvar, Gotland    |       | 57.836073, 18.678376 | 10093200830001 | Ladda upp en bild av detta fornminne      |
| Hangvar 86:1                     | Husgrund, förhistorisk/medeltida |              | Hangvar, Gotland    |       | 57.807037, 18.608439 | 10093200860001 | Ladda upp en bild av detta fornminne      |
| Hangvar 86:2                     | Husgrund, förhistorisk/medeltida |              | Hangvar, Gotland    |       | 57.807268, 18.608263 | 10093200860002 | Ladda upp en bild av detta fornminne      |
| Hangvar 87:1                     | Husgrund, förhistorisk/medeltida |              | Hangvar, Gotland    |       | 57.808739, 18.609589 | 10093200870001 | Ladda upp en bild av detta fornminne      |
| Hangvar 87:2                     | Husgrund, förhistorisk/medeltida |              | Hangvar, Gotland    |       | 57.808911, 18.609821 | 10093200870002 | Ladda upp en bild av detta fornminne      |
| Hangvar 89:1                     | Fornborg                         |              | Hangvar, Gotland    |       | 57.884026, 18.624063 | 10093200890001 | Ladda upp en bild av detta fornminne      |
| Hangvar 91:1                     | Hällristning                     |              | Hangvar, Gotland    |       | 57.835006, 18.719910 | 11100000000747 | Ladda upp en bild av detta fornminne      |
| Hangvar 93:1                     | Röse                             |              | Hangvar, Gotland    |       | 57.851949, 18.712434 | 10093200930001 | Ladda upp en bild av detta fornminne      |
| Hangvar 93:2                     | Röse                             |              | Hangvar, Gotland    |       | 57.852003, 18.712273 | 10093200930002 | Ladda upp en bild av detta fornminne      |
| Hangvar 99:1                     | Stensättning                     |              | Hangvar, Gotland    |       | 57.833629, 18.685840 | 10093200990001 | Ladda upp en bild av detta fornminne      |
| Hangvar 101:1                    | Stensättning                     |              | Hangvar, Gotland    |       | 57.771705, 18.649945 | 10093201010001 | Ladda upp en bild av detta fornminne      |
| Hangvar 102:1                    | Röse                             |              | Hangvar, Gotland    |       | 57.771314, 18.647047 | 10093201020001 | Ladda upp en bild av detta fornminne      |
| Hangvar 122:3                    | Runristning                      |              | Hangvar, Gotland    |       | 57.839311, 18.688392 | 10093201220003 | Ladda upp en bild av detta fornminne      |
| Hangvar 128:1                    | Stensättning                     |              | Hangvar, Gotland    |       | 57.849913, 18.703176 | 10093201280001 | Ladda upp en bild av detta fornminne      |
| Hangvar 139:1                    | Hällristning                     |              | Hangvar, Gotland    |       | 57.805696, 18.627529 | 11100000000818 | Ladda upp en bild av detta fornminne      |
| Hangvar 141:1                    | Stensättning                     |              | Hangvar, Gotland    |       | 57.797413, 18.637618 | 10093201410001 | Ladda upp en bild av detta fornminne      |
| Hangvar 148:1                    | Stensättning                     |              | Hangvar, Gotland    |       | 57.803600, 18.602343 | 10093201480001 | Ladda upp en bild av detta fornminne      |
| Hangvar 150:1                    | Stensättning                     |              | Hangvar, Gotland    |       | 57.805103, 18.600893 | 10093201500001 | Ladda upp en bild av detta fornminne      |
| Hangvar 151:1                    | Stensättning                     |              | Hangvar, Gotland    |       | 57.805369, 18.601933 | 10093201510001 | Ladda upp en bild av detta fornminne      |
| Hangvar 174:1                    | Husgrund, förhistorisk/medeltida |              | Hangvar, Gotland    |       | 57.832332, 18.671015 | 10093201740001 | Ladda upp en bild av detta fornminne      |
| Hangvar 185:1                    | Gravfält                         |              | Hangvar, Gotland    |       | 57.859334, 18.680379 | 10093201850001 | Ladda upp en bild av detta fornminne      |
| Hangvar 201:1                    | Hällristning                     |              | Hangvar, Gotland    |       | 57.835433, 18.675844 | 11100000000892 | Ladda upp en bild av detta fornminne      |
| Hangvar 205:1                    | Röse                             |              | Hangvar, Gotland    |       | 57.840710, 18.609205 | 10093202050001 | Ladda upp en bild av detta fornminne      |
| Hangvar 212:1                    | Stensättning                     |              | Hangvar, Gotland    |       | 57.801206, 18.631927 | 10093202120001 | Ladda upp en bild av detta fornminne      |
| Hangvar 212:2                    | Stensättning                     |              | Hangvar, Gotland    |       | 57.801140, 18.632044 | 10093202120002 | Ladda upp en bild av detta fornminne      |
| Hangvar 214:1                    | Röse                             |              | Hangvar, Gotland    |       | 57.814212, 18.673232 | 10093202140001 | Ladda upp en bild av detta fornminne      |
| Hangvar 218:1                    | Hällristning                     |              | Hangvar, Gotland    |       | 57.877204, 18.663570 | 11100000000893 | Ladda upp en bild av detta fornminne      |
| Hangvar 225:1                    | Stensättning                     |              | Hangvar, Gotland    |       | 57.789321, 18.627553 | 10093202250001 | Ladda upp en bild av detta fornminne      |
| Hangvar 226:1                    | Hällristning                     |              | Hangvar, Gotland    |       | 57.865407, 18.654394 | 11100000000896 | Ladda upp en bild av detta fornminne      |
| Hangvar 226:2                    | Hällristning                     |              | Hangvar, Gotland    |       | 57.865372, 18.654341 | 11100000000897 | Ladda upp en bild av detta fornminne      |
| Hangvar 228:1                    | Stensättning                     |              | Hangvar, Gotland    |       | 57.864528, 18.650707 | 10093202280001 | Ladda upp en bild av detta fornminne      |
| Hangvar 236:1                    | Stensättning                     |              | Hangvar, Gotland    |       | 57.868537, 18.645485 | 10093202360001 | Ladda upp en bild av detta fornminne      |
| Hangvar 237:1                    | Stensättning                     |              | Hangvar, Gotland    |       | 57.790199, 18.625160 | 10093202370001 | Ladda upp en bild av detta fornminne      |
| Hangvar 241:1                    | Stensättning                     |              | Hangvar, Gotland    |       | 57.872796, 18.755682 | 10093202410001 | Ladda upp en bild av detta fornminne      |
| Hangvar 242:1                    | Gravfält                         |              | Hangvar, Gotland    |       | 57.872059, 18.756789 | 10093202420001 | Ladda upp en bild av detta fornminne      |
| Hangvar 243:2                    | Röse                             |              | Hangvar, Gotland    |       | 57.872461, 18.758119 | 10093202430002 | Ladda upp en bild av detta fornminne      |
| Hangvar 244:1                    | Röse                             |              | Hangvar, Gotland    |       | 57.871624, 18.766774 | 10093202440001 | Ladda upp en bild av detta fornminne      |
| Hangvar 245:1                    | Stensättning                     |              | Hangvar, Gotland    |       | 57.865373, 18.761240 | 10093202450001 | Ladda upp en bild av detta fornminne      |
| Hangvar 247:1                    | Röse                             |              | Hangvar, Gotland    |       | 57.858562, 18.778709 | 10093202470001 | Ladda upp en bild av detta fornminne      |
| Hangvar 248:1                    | Stensättning                     |              | Hangvar, Gotland    |       | 57.851310, 18.757531 | 10093202480001 | Ladda upp en bild av detta fornminne      |
| Hangvar 254:1                    | Röse                             |              | Hangvar, Gotland    |       | 57.839701, 18.765574 | 10093202540001 | Ladda upp en bild av detta fornminne      |
| Hangvar 255:1                    | Stensättning                     |              | Hangvar, Gotland    |       | 57.844577, 18.758740 | 10093202550001 | Ladda upp en bild av detta fornminne      |
| Hangvar 257:1                    | Stensättning                     |              | Hangvar, Gotland    |       | 57.845555, 18.751059 | 10093202570001 | Ladda upp en bild av detta fornminne      |
| Hangvar 257:2                    | Stensättning                     |              | Hangvar, Gotland    |       | 57.845583, 18.750753 | 10093202570002 | Ladda upp en bild av detta fornminne      |
| Hangvar 259:1                    | Gravfält                         |              | Hangvar, Gotland    |       | 57.846804, 18.752751 | 10093202590001 | Ladda upp en bild av detta fornminne      |
| Hangvar 262:1                    | Stensättning                     |              | Hangvar, Gotland    |       | 57.847757, 18.745001 | 10093202620001 | Ladda upp en bild av detta fornminne      |
| Hangvar 263:1                    | Röse                             |              | Hangvar, Gotland    |       | 57.845688, 18.759031 | 10093202630001 | Ladda upp en bild av detta fornminne      |
| Hangvar 263:2                    | Stensättning                     |              | Hangvar, Gotland    |       | 57.845614, 18.758894 | 10093202630002 | Ladda upp en bild av detta fornminne      |
| Hangvar 263:3                    | Röse                             |              | Hangvar, Gotland    |       | 57.845704, 18.759319 | 10093202630003 | Ladda upp en bild av detta fornminne      |
| Hangvar 264:1                    | Stensättning                     |              | Hangvar, Gotland    |       | 57.856166, 18.750227 | 10093202640001 | Ladda upp en bild av detta fornminne      |
| Hangvar 270:1                    | Stensättning                     |              | Hangvar, Gotland    |       | 57.851431, 18.628784 | 10093202700001 | Ladda upp en bild av detta fornminne      |
| Hangvar 271:1                    | Gravfält                         |              | Hangvar, Gotland    |       | 57.854542, 18.631704 | 10093202710001 | Ladda upp en bild av detta fornminne      |
| Hangvar 272:1                    | Stensättning                     |              | Hangvar, Gotland    |       | 57.847538, 18.624064 | 10093202720001 | Ladda upp en bild av detta fornminne      |
| Hangvar 275:1                    | Gravfält                         |              | Hangvar, Gotland    |       | 57.870424, 18.731032 | 10093202750001 | Ladda upp en bild av detta fornminne      |
| Hangvar 283:1                    | Gravfält                         |              | Hangvar, Gotland    |       | 57.825740, 18.620349 | 10093202830001 | Ladda upp en bild av detta fornminne      |
| Hangvar 292                      | Stensättning                     |              | Hangvar, Gotland    |       | 57.824871, 18.616704 | 12000000000776 | Ladda upp en bild av detta fornminne      |
| Hangvar 293                      | Stensättning                     |              | Hangvar, Gotland    |       | 57.825463, 18.616750 | 12000000000777 | Ladda upp en bild av detta fornminne      |
| Hangvar 296                      | Stensättning                     |              | Hangvar, Gotland    |       | 57.825602, 18.661197 | 12000000000785 | Ladda upp en bild av detta fornminne      |
| Hangvar 297                      | Röse                             |              | Hangvar, Gotland    |       | 57.873480, 18.688980 | 12000000001063 | Ladda upp en bild av detta fornminne      |
| Hangvar 298                      | Röse                             |              | Hangvar, Gotland    |       | 57.873456, 18.688971 | 12000000001064 | Ladda upp en bild av detta fornminne      |
| Hangvar 300                      | Röse                             |              | Hangvar, Gotland    |       | 57.873502, 18.688986 | 12000000001066 | Ladda upp en bild av detta fornminne      |
| Hangvar 304                      | Husgrund, förhistorisk/medeltida |              | Hangvar, Gotland    |       | 57.872592, 18.740827 | 12000000001093 | Ladda upp en bild av detta fornminne      |
| Hangvar 308                      | Stenkistgrav                     |              | Hangvar, Gotland    |       | 57.828625, 18.603968 | 12000000002018 | Ladda upp en bild av detta fornminne      |
| Hangvar 309                      | Stensättning                     |              | Hangvar, Gotland    |       | 57.828535, 18.603987 | 12000000002019 | Ladda upp en bild av detta fornminne      |
| Hangvar 356                      | Stensättning                     |              | Hangvar, Gotland    |       | 57.852282, 18.743066 | 12000000002589 | Ladda upp en bild av detta fornminne      |
| Hangvar 365                      | Stensättning                     |              | Hangvar, Gotland    |       | 57.866090, 18.696518 | 12000000002606 | Ladda upp en bild av detta fornminne      |
| Hangvar 366                      | Stensättning                     |              | Hangvar, Gotland    |       | 57.866081, 18.696517 | 12000000002607 | Ladda upp en bild av detta fornminne      |
| Hangvar 368                      | Husgrund, förhistorisk/medeltida |              | Hangvar, Gotland    |       | 57.875358, 18.705305 | 12000000002609 | Ladda upp en bild av detta fornminne      |
| Hangvar 377                      | Stensättning                     |              | Hangvar, Gotland    |       | 57.849191, 18.660874 | 12000000002624 | Ladda upp en bild av detta fornminne      |
| Hangvar 417                      | Stensättning                     |              | Hangvar, Gotland    |       | 57.839995, 18.763038 | 12000000003905 | Ladda upp en bild av detta fornminne      |
| Hangvar 419                      | Stenkrets                        |              | Hangvar, Gotland    |       | 57.835130, 18.663316 | 12000000003924 | Ladda upp en bild av detta fornminne      |
| Hangvar 442                      | Stensättning                     |              | Hangvar, Gotland    |       | 57.867651, 18.660512 | 12000000005354 | Ladda upp en bild av detta fornminne      |
| Hangvar 456                      | Stensättning                     |              | Hangvar, Gotland    |       | 57.816295, 18.677193 | 12000000126460 | Ladda upp en bild av detta fornminne      |
| Hangvar 458                      | Stensättning                     |              | Hangvar, Gotland    |       | 57.816241, 18.677057 | 12000000126462 | Ladda upp en bild av detta fornminne      |
| Hangvar 461                      | Stensättning                     |              | Hangvar, Gotland    |       | 57.816165, 18.676948 | 12000000126465 | Ladda upp en bild av detta fornminne      |
| Hangvar 462                      | Stensättning                     |              | Hangvar, Gotland    |       | 57.816280, 18.677065 | 12000000126466 | Ladda upp en bild av detta fornminne      |